# Bartoloměj Čurn
Bartoloměj Čurn, též uváděn jako Curn, Czurn a Tschurn, (14. srpna 1824, Záboří – 17. února 1905, České Budějovice) byl malíř a fotograf působící především v jižních Čechách. Absolvoval pražskou Akademii výtvarných umění, poté vstoupil do služeb knížete ze Schwarzenberka. Oženil se s Paulinou Langovou z Prahy, s níž žil na Hluboké. Měli syny Emanuela, Viléma a Jindřicha. V 60. letech 19. století se přestěhovali do Českých Budějovic, kde provozoval několik ateliérů. Zemřel v roce 1905, pohřben je na hřbitově svaté Otýlie v hrobě aktuálně užívaném rodinou Schwarzovou.

## Malířství

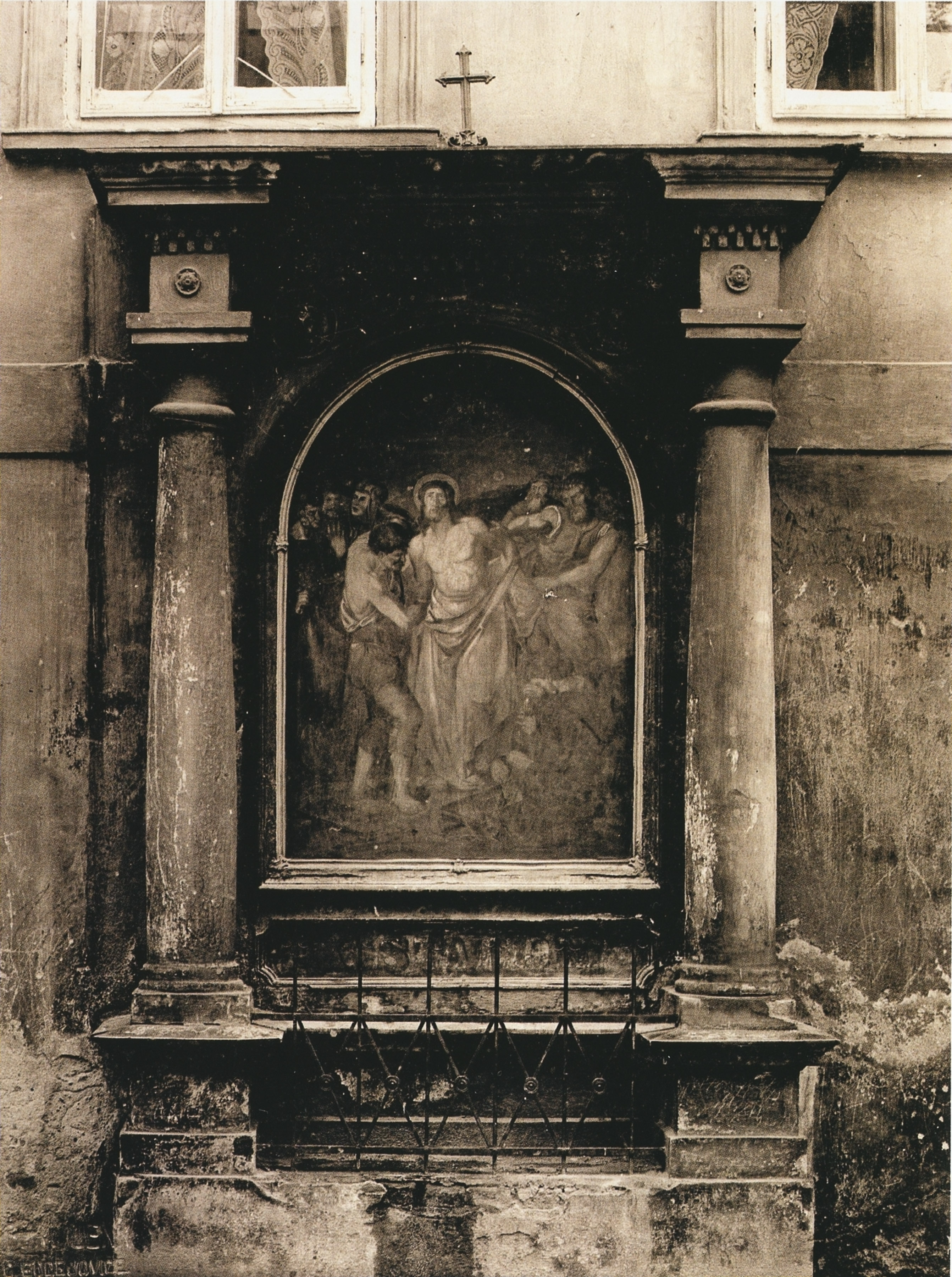
Zastavení křížové cesty u svatého Mikuláše zachycené 1911 Robertem Lenkem

Věnoval se zejména portrétnímu malířství a náboženské tematice. Byl autorem obrazů křížové cesty u katedrály svatého Mikuláše v Českých Budějovicích, která vznikla v roce 1872, sestávala z 14 nástěnných obrazů lemovaných štukovou výzdobou a dvojicí pilastrů (stavební práce realizoval Martin Kapoun) a zanikla mezi lety 1911–1912 při rekonstrukci katedrály. Jako oficiální důvod odstranění sotva 40 let starého díla byly udávány povětrnostní vlivy, kterými díla trpěla, a „individua, která (vše) svým jednáním znesvěcovala“. Přinejmenším jeden z obrazů před zánikem zdokumentoval fotograf Robert Lenk. Vytvořil olejomalbu Vojtěch Lanny staršího, která měla již kolem roku 1875 viset v sále českobudějovické Obchodní komory. Před rokem 1877 vznikla křížová cesta pro kostel v Brloze. V roce 1879 namaloval obraz umístěný na severní straně kněžiště vyšebrodského klášterního kostela. Znázorňuje Voka z Rožmberku (klečícího), jak s chotí Hedvikou odevzdávají klášter Panně Marii s Ježíškem. Malba dále zachycuje sv. Benedikta, sv. Václava a mladého Jindřicha z Rožmberka, jak do kláštera přivádí prvních dvanáct mnichů s opatem Ottou. V roce 1881 namaloval obraz svatého Jana Nepomuckého pro oltář lišovského kostela. Jako vzor obrazu posloužil oltář z boční kaple katedrály svatého Mikuláše v Českých Budějovicích. Portrétoval vyšebrodského opata Leopolda Wackáře (1883, olej na plátně). V roce 1885 namaloval výměnný oltářní obraz Seslání Ducha Svatého pro kostel ve Volarech. V roce 1888 dodal obraz ukřižovaného Krista pro oltář vyšebrodského klášterního kostela, kterým bylo nahrazeno starší dílo téhož obsahu. 1889 zachytil olejem českobudějovickou vedutu nazvanou Mlýny u kláštera. Snad kolem přelomu 19. a 20. století opravil obraz svatého Vojtěcha z bočního oltáře kostela v Netolicích.

### Nedatovaná díla
Portrétoval například členy rodiny Zátkovy. Vytvořil obrazy svatého Václava a svaté Ludmily na boční oltář svatého Václava pro kostel v Husinci. Vytvořil křížovou cestu v rokokových rámech pro kostel svatého Jana Křtitel v Zátoni. Může být autorem portrétu kvardiána Fidelise Gebele († 1868). Některé malby historických objektů v Českých Budějovicích se později staly předlohami pro kresby Friedricha Blumentritta, které byly vydávány samostatně nebo v knize Heimatbuch. Jde například o Pražskou bránu s okolními domy nebo olejomalbu Rybářské brány.

## Fotografie
V roce 1867 otevřel fotografický ateliér v Českých Budějovicích. Původně sídlil v ulici Na Sadech a provozován byl ve spolupráci s fotografem Václavem Lahodou, kterého později nahradil F. Dittrich. Nabízeli chromotypie, případně portréty malované Čurnem podle fotografických předloh. Později Čurn svůj ateliér stěhoval do České ulice, Lannovy třídy, Husovy třídy a Jírovcovy ulice. Dokladů Čurnovy fotografické práce se dochovalo minimum.